# Верхний Жиров
Ве́рхний Жи́ров — хутор в Дубовском районе Ростовской области.
Входит в состав Барабанщиковского сельского поселения.

## Население
| 1926 | 2002 |
| ---- | ---- |
| 331  | 90   |

| 1989 | 2002 | 2010 |
| ---- | ---- | ---- |
| 129  | ↘90  | ↘73  |

## Улицы
На хуторе имеется одна улица — Жировская.